# Guillaume Bastille
Guillaume Bastille, né le 21 juillet 1985 à Rivière-du-Loup au Québec, est un patineur de vitesse sur piste courte canadien.
Il a concouru aux Jeux olympiques d'hiver de 2010 à Vancouver dans le Patinage de vitesse sur piste courte aux Jeux olympiques de 2010 - 1 500 mètres hommes (en) et le 
Patinage de vitesse sur piste courte aux Jeux olympiques de 2010 - Relais 5 000 mètres hommes (en). Le 26 février, il remporte une médaille d'or au relais 5 000 mètres (en) en même temps que Charles Hamelin, François Hamelin, François-Louis Tremblay et Olivier Jean.

## Palmarès
- médaille d'or au 5000 mètres relais aux Jeux olympiques d'hiver de 2010
- médaille d'or au 5000 mètres relais aux Championnats du monde de patinage de vitesse sur piste courte 2012
- médaille d'argent aux Championnats du monde par équipe de patinage de vitesse sur piste courte 2010